# One Shot '80 Volume 8 (More Love)
One Shot '80 Volume 8 (More Love) è l'ottava raccolta di canzoni degli anni '80, pubblicata in Italia dalla Universal su CD (catalogo 314 5 41107 2) e cassetta nel 2000, appartenente alla serie One Shot '80 della collana One Shot.
Raggiunge la posizione numero 9 nella classifica degli album in Italia, risultando il 117° più venduto durante il 2000.

## Tracce
Il primo è l'anno di pubblicazione del singolo, il secondo quello dell'album; altrimenti coincidono. 
1. Boys Town Gang – Can't Take My Eyes Off You – 5:37 (Bob Crewe, Bob Gaudio) – 1982
2. Modern Talking – Cheri, Cheri Lady – 3:46 (Dieter Bohlen) – 1985
3. Imagination – Just an Illusion (album version) – 6:24 (Leee John, Ashley Ingram, Steve Jolley, Tony Swain) – 1982
4. Gilbert Montagné – Just for Tonight – 4:14 (Gilbert Montagné, Didier Barbelivien) – 1984
5. Cock Robin – The Promise You Made – 3:53 (Peter Kingsbery) – 1986, 1985
6. Sandra – Everlasting Love – 3:39 (Mac Gayden, Buzz Cason) – 1987
7. Level 42 – Lessons in Love – 4:01 (Wally Badarou, Mark King, Rowland Gould) – 1986, 1987
8. Alphaville – Forever Young – 3:46 (testo: Marian Gold – musica: Marian Gold, Bernhard Lloyd, Frank Mertens) – 1984
9. Starship – Nothing's Gonna Stop Us Now (in Mannequin) – 4:23 (Albert Hammond, Diane Warren) – 1987
10. King – The Taste of Your Tears – 3:59 (Paul King) – 1985
11. John Waite – Missing You – 3:28 (John Waite, Charles Sanford, Mark Leonard) – 1984
12. Kim Wilde – You Keep Me Hangin' On – 4:14 (Brian Holland, Lamont Dozier, Edward Holland jr) – 1986
13. Frankie Goes to Hollywood – The Power of Love – 5:27 (Peter Gill, Holly Johnson, Mark O'Toole, Brian Nash) – 1984
14. Taylor Dayne – Tell It to My Heart – 3:37 (Seth Swirsky, Ernest Gold) – 1987, 1988
15. Secret Service – Flash in the Night (single version) – 3:47 (testo: Ola Håkansson – musica: Tim Norell) – 1982
16. The Lotus Eaters – It Hurts – 5:49 (Peter Coyle, Jeremy Kelly) – 1985
17. Pepsi & Shirlie – Heartache – 3:35 (Tambi Fernando, Iris Fernando, Wayne Brown) – 1986, 1987
18. Jennifer Rush – The Power of Love (single version) – 4:25 (Gunther Mende, Candy DeRouge, Heidi Stern, Mary Susan Applegate) – 1985, 1984